# Bregenzerwald

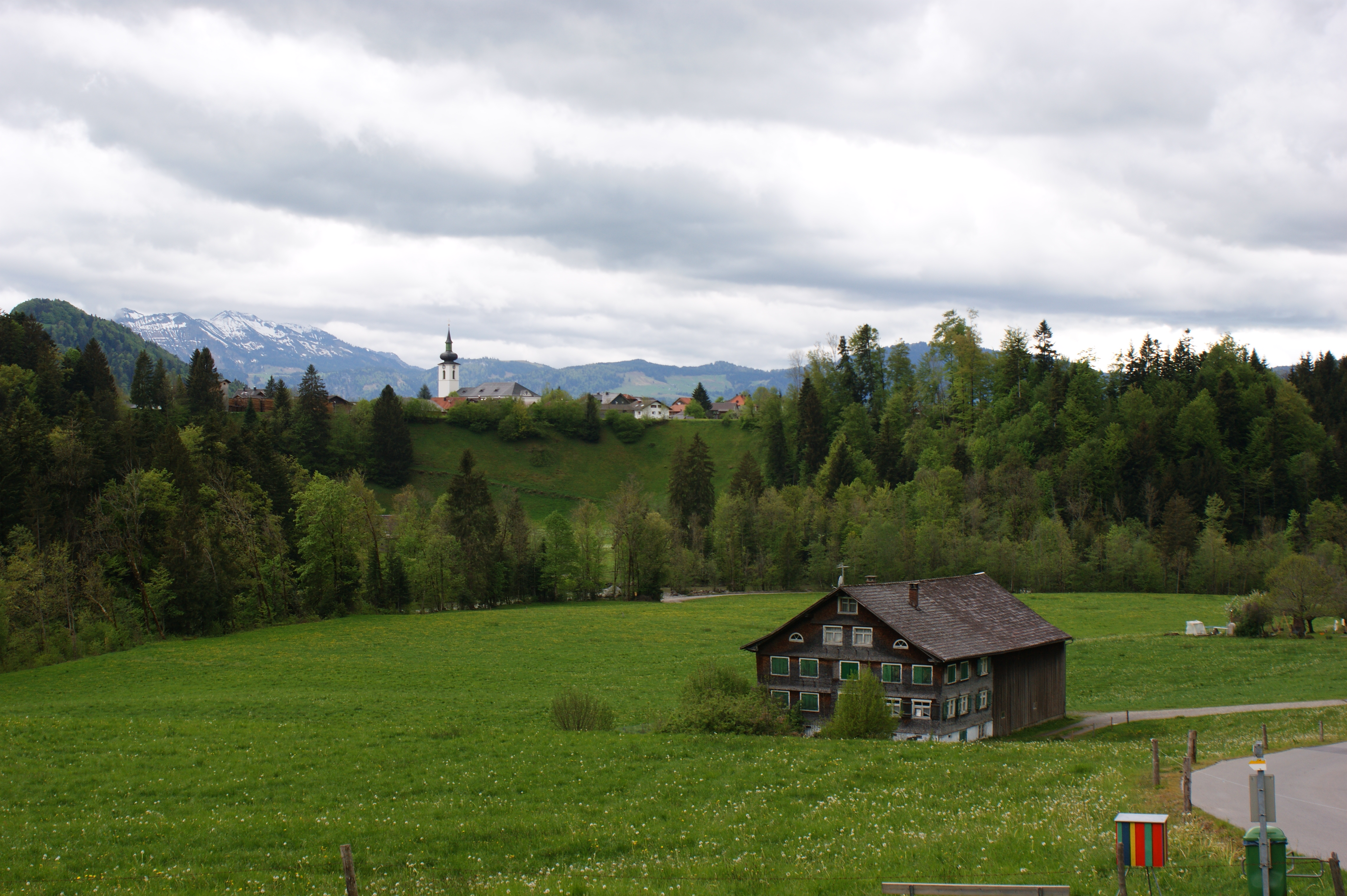
Landschap in de gemeente Hittisau in het Bregenzerwald

Het Bregenzerwald is een regio in het district Bregenz in de Oostenrijkse deelstaat Vorarlberg. Het omvat met name het verzorgingsgebied van de rivier de Bregenzer Ache, ten zuidoosten van Bregenz en het Bodenmeer.
Het gebergte in de regio heeft de naam Bregenzerwaldgebergte gekregen. Toch valt het gebied van dit gebergte niet precies samen met de regio Bregenzerwald. In de regio liggen namelijk ook bergen die tot de Allgäuer Alpen worden gerekend. Omgekeerd liggen delen van het Bregenzerwaldgebergte in de landschappen van het dal van de Rijn, de Walgau en het Großwalsertal.

## Geografie
Het Bregenzerwald grenst in het westen aan het dal van de rivier de Rijn en staat net niet in contact met het Bodenmeer. In het noorden grenst het aan het district Lindau en het Oberallgäu in de Duitse deelstaat Beieren. In het noordoosten grenst het aan het Kleinwalsertal. In het oosten ligt de Tannberg en de Arlberg, in het zuiden grenst het aan het Grote Walsertal.

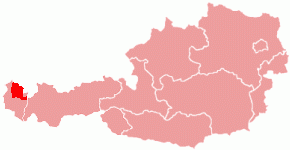
Ligging van het Bregenzerwald in Oostenrijk

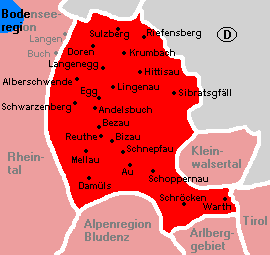
Overzicht van de gemeenten in het Bregenzerwald

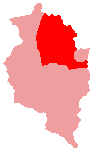
Ligging van het Bregenzerwald in de Oostenrijkse deelstaat Vorarlberg

### Gemeenten
De gemeenten die tot het Bregenzerwald behoren:
| - Alberschwende - Andelsbuch - Au - Bezau - Bizau - Damüls - Doren - Egg | - Hittisau - Krumbach - Langenegg - Lingenau - Mellau - Reuthe - Riefensberg - Schnepfau | - Schoppernau - Schröcken - Schwarzenberg - Sibratsgfäll - Sulzberg - Warth |

### Natuurreservaten

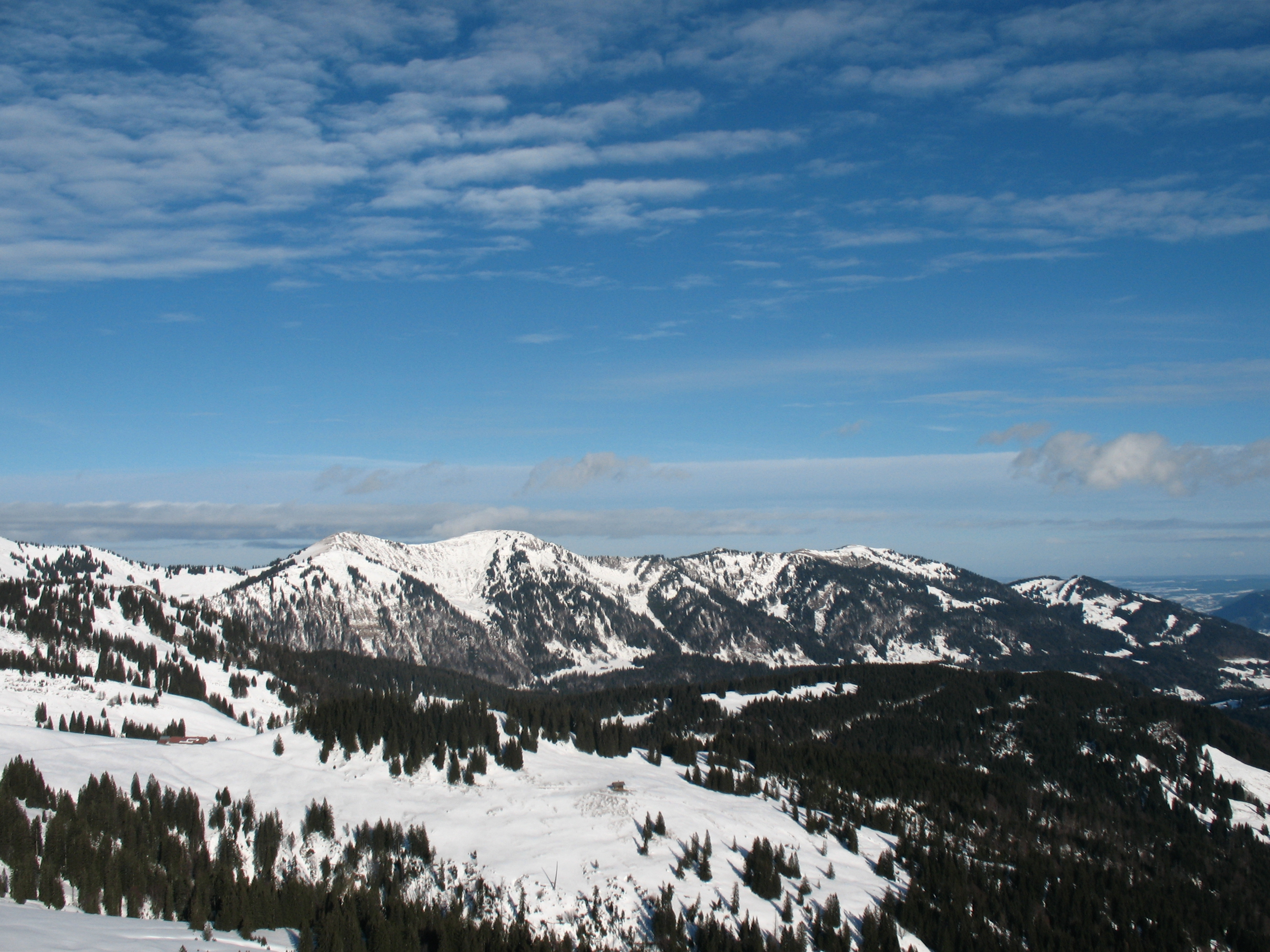
Nagelfluhkette in het oosten

Het Natuurpark Nagelfluhkette is het eerste grensoverschrijdende natuurpark tussen Duitsland en Oostenrijk en is vandaar een internationaal pilotproject. Het is 15.410 ha van grootte, omvat zes Beierse en acht Vorarlbergse gemeenten en vormt de overgang tussen het Allgäu en het Bregenzerwald. Nagelfluh is een conglomeraat van ronde stenen die in de loop van 25 miljoen jaar samengeperst werden.
Het Biosfeerreservaat Großes Walsertal beslaat 19.231 ha. Het biosfeerreservaat is sinds november 2000 deel van de UNESCO en is het eerste UNESCO-reservaat van Vorarlberg. Het streeft naar een duurzame economie en toerisme in de regio en biedt een platform voor discussie over duurzaamheid, samenleving en politiek. Van ongeveer 180 boerderijen in het reservaat zijn ongeveer 42 procent biologische boerderijen.

## Geschiedenis
Rond het jaar 1000 werd het Bregenzerwald vanuit Bregenz bevolkt en gecultiveerd. In 1390 werd het Graafschap Feldkirch verkocht aan Oostenrijk, in 1451 volgden Lingenau en Alberschwende. 1453 werd de Tannberg (Schröcken en Warth) Oostenrijks, in 1523 kochten de Habsburgers uiteindelijk ook Sulzberg.
Na 1380 ontstond er een zogenoemde Bauernrepublik: delen van het Bregenzerwald hielden een zelfbestuur door boeren omhoog. Dit betekende een eigen vrije gemeente, een eigen grondwet (Landsbrauch) en halsgerecht. De Landammann was toen zoiets als een burgemeester uit een gezaghebbende familie van het Bregenzerwald (bijvoorbeeld Feurstein, Meusburger, Metzler). Het stadhuis van de Landammann was tussen Bezau en Andelsbuch gesitueerd. De Bregenzerwälder Bauernrepublik werd tijdens de napoleontische oorlogen afgeschaft.
Nog tot het begin van de 20e eeuw waren er in het gebied nog talloze bergweiden en boerderijen te vinden, waar zowel landbouw als veeteelt bedreven werd. De veeteelt was hierbij gericht op de kaasmakerij. De inwoners van het gebied waren toentertijd erg arm, waardoor de boeren werden gedwongen hun kinderen gedurende de wintermaanden over het Bodenmeer naar Zwaben in het Duitse Baden-Württemberg te sturen, waar zij meestal op boerderijen terechtkwamen waar zij te werk gesteld werden. Daarom werden ze "Schwabenkinder" genoemd.

#### Kaasmakerij

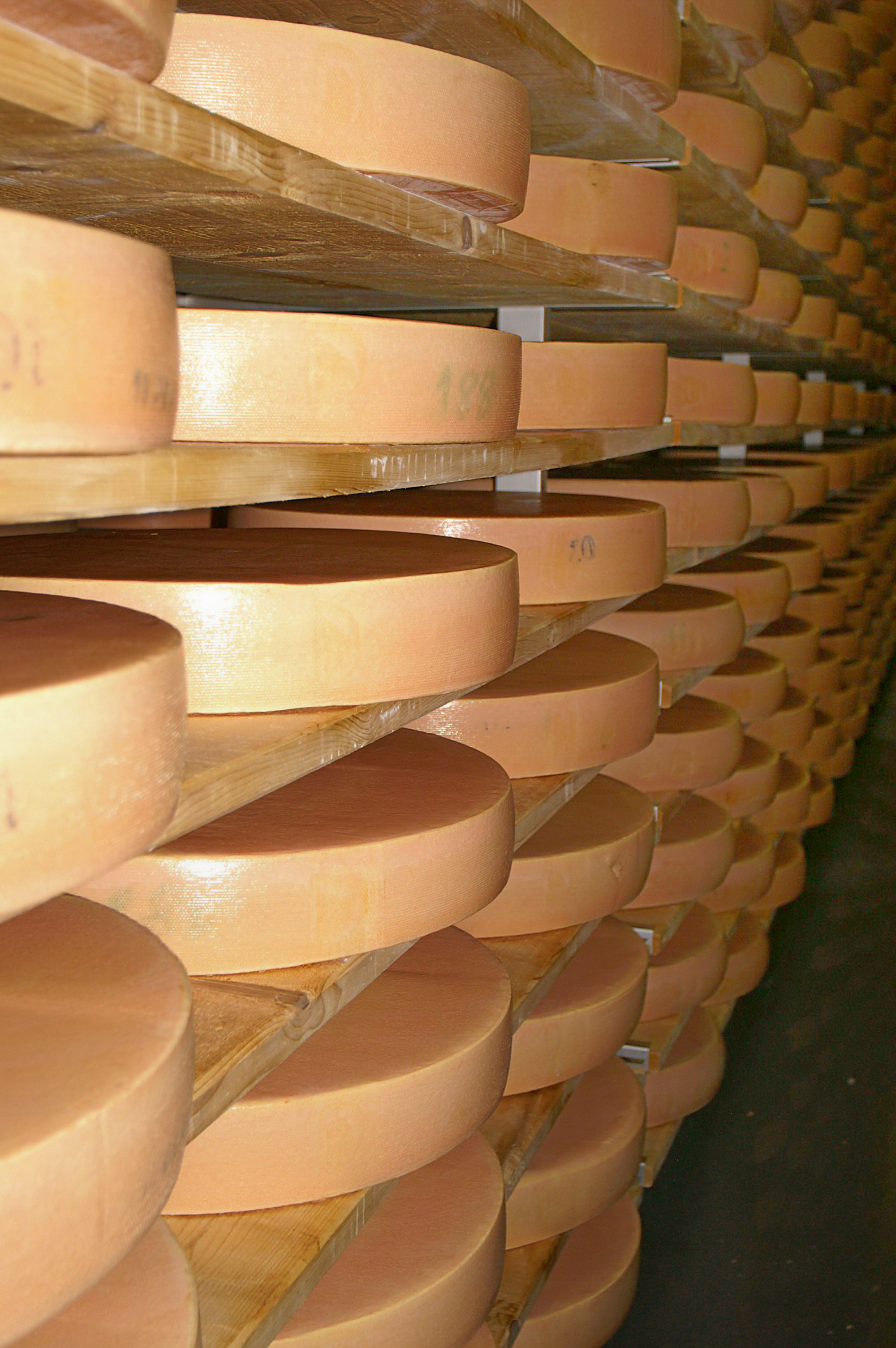
De kaaskelder in Lingenau is deel van de Käsestraße Bregenzerwald

De kaasmakerij heeft een lange traditie in het Bregenzerwald. De Kelten brachten de regio voor het eerst in contact met veeteelt en alpiene landbouw. Vanaf 15 v. Chr. occupeerden de Romeinen de regio. Ze oefenden al professionele alpiene kaasmakerij uit en gaven in de 5e eeuw de kennis over kaasmakerij door aan de Alemannen, die veel bos rooiden voor weidegronden, en gemeenschappelijke weiden (zogenoemde "Allmenden") in het leven riepen. In de 9e eeuw werden tijdens kerkfeesten regelmatig markten in en rond het Bregenzerwald gehouden, waar kaas en reuzel werd verhandeld. De kloosters namen deel aan de kaasproductie.
In 1785 werden de eerste wegen en straten aangelegd in het Bregenzerwald, toen er een sterke handelsactiviteit ontstond. Vanaf 1816 is Schwarzenberg het belangrijkste handelsplatform voor kaas in het Bregenzerwald. De vierkante baksteenkaas en een namaak van Zwitserse Emmentalerkaas werden met koetsen naar de Donaumonarchie getransporteerd, onder andere naar Italië of Griekenland. In 1830 werd in Au de eerste gemeenschapsmelkerij gebouwd.
De tweede helft van de 19de eeuw was de tijd van de zogenoemde kaasgraven. De kaasgraven waren export- en importmonopolisten die melk opkochten en verkaasden, terwijl de boeren in armoede leefden. Om deze armoede te verkleineren, stichtte de boer en sociale hervormer Franz Michael Felder een vereniging voor kaashandel en een verzekeringsinstelling voor vee.
In 1900 werd in Doren een k. u. k. school voor kaasmakerij geopend.
Sinds 1993 vinden in Schwarzenberg jaarlijks in september prijsuitreikingen voor kaas plaats. Tot 90 herdershutten strijden met 170 producten mee om voor de beste Bergkaas en Alpenkaas te worden bekroond.

## Cultuur

#### Dialect
Omdat ten noorden en noordoosten van het Bregenzerwald delen van de Allgäu nog tot in 1814 bij Vorarlberg hoorden en in de huidige grensregio, vanwege de bewoning door de Alemannen, het Nederalemannisch overheerste, en ook verder een grote uitwisseling in taal tussen de Allgäu en het Bregenzerwald heeft plaatsgevonden, spreekt men in het Bregenzerwald ook heden ten dage een dialect, dat erg veel lijkt op het Allgäuerisch. Dit Wälderisch onderscheidt zich op vele vlakken van het Vorarlbergs.

#### Klederdracht

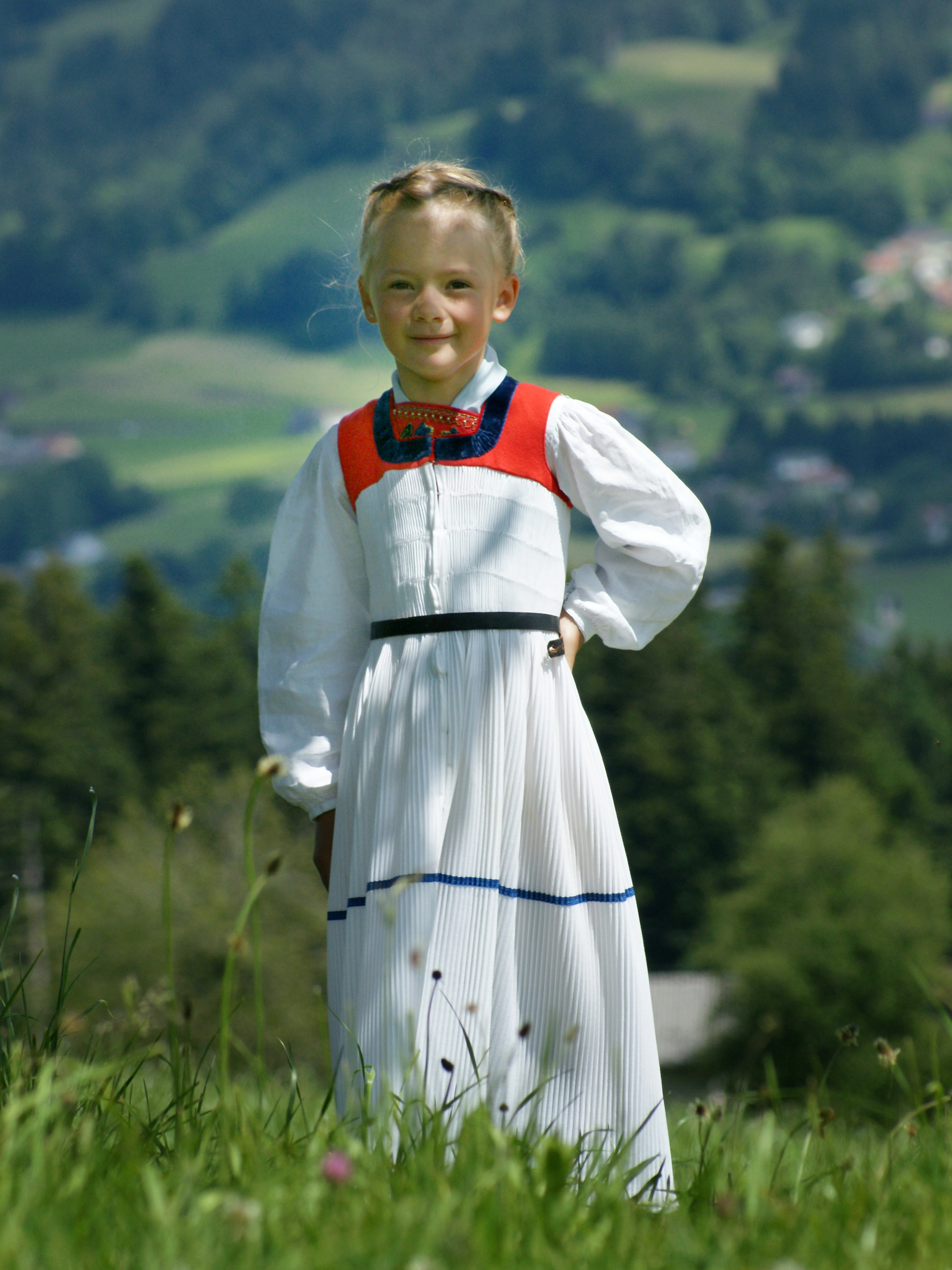
Meisje in witte Juppe

Trachten hebben in Vorarlberg een lange traditie. Veel Vorarlbergse regio's en dorpen hebben hun eigen soort tracht met kenmerken uit bepaalde stijlperiodes. De Bregenzerwälder tracht is de oudste, ze heeft haar oorsprong in de 15e/16e eeuw en wordt ook "d’Juppô" (Juppe) genoemd. Een tracht bestaat uit meerdere elementen: de Juppe (het schort), een hoofddeksel (petjes, hoedjes, ...), een bloes, een Tschopa (jas), en kousen. Ook het kapsel (bijvoorbeeld gevlochten haar) kan deel van de tracht uitmaken.
In de jaren 70 droegen maar heel weinige Bregenzerwälder kledertracht. De reden hiervoor waren strikte bepalingen tegenover dragers van trachten: dames met kort haar mochten bijvoorbeeld geen tracht dragen omdat hun haar te kort voor het geschikte kapsel (Wälderzöpfe) was. Pas toen de bepalingen versoepeld werden en de kledertracht in de jaren 90 individueler werd, werd ook het dragen van een tracht weer populairder. Vandaag worden trachten vooral bij feestelijke gelegenheden gedragen. In de Juppenwerkstatt Riefensberg worden trachten op traditionele manier geproduceerd.

#### Alpine transhumance
Alpine transhumance, ofwel bergweidecultuur, is basis van de traditionele kaasmakerij in Vorarlberg. Boeren drijven hun vee naar plaatsen waar voer verkrijgbaar is. Dat betekent dat ze jaarlijks naargelang het seizoen enkele keren van stallen wisselen. Alpine Transhumance wordt in het Duits "Dreistufenwirtschaft" genoemd omdat de bergweides in drie etappen worden beheerd.
De UNESCO verklaarde de Dreistufenwirtschaft in het Bregenzerwald in 2011 tot immaterieel cultureel erfgoed.

#### Keuken
Het Bregenzerwald staat bekend om zijn zuivelproducten. De Vorarlberger Bergkäse is een populair product uit de regio.
Per jaar produceren meer dan 1.000 boerderijen in het Bregenzerwald met 13.000 koeien over 45 miljoen kilogram melk.
Om de kaascultuur in Vorarlberg omhoog te houden, is in 1998 de KäseStraße Bregenzerwald gesticht. Het is een themaroute en samenwerkingsverband van rond 180 boeren, hotelhouders, handwerkers en handelsbedrijven. De route is gebaseerd op de traditionele kaasproductie van het Bregenzerwald. Langs de themaroute kunnen toeristen de Alpen, alpenmelkerijen, showmelkerijen, de kaaskelder in Lingenau, het Alpenzuivelmuseum en een bijenteelt of brouwerij bezoeken. De route is in 1998 opgericht als een vereniging van herbergiers, ambachtslieden en handelsondernemingen.

#### Architectuur

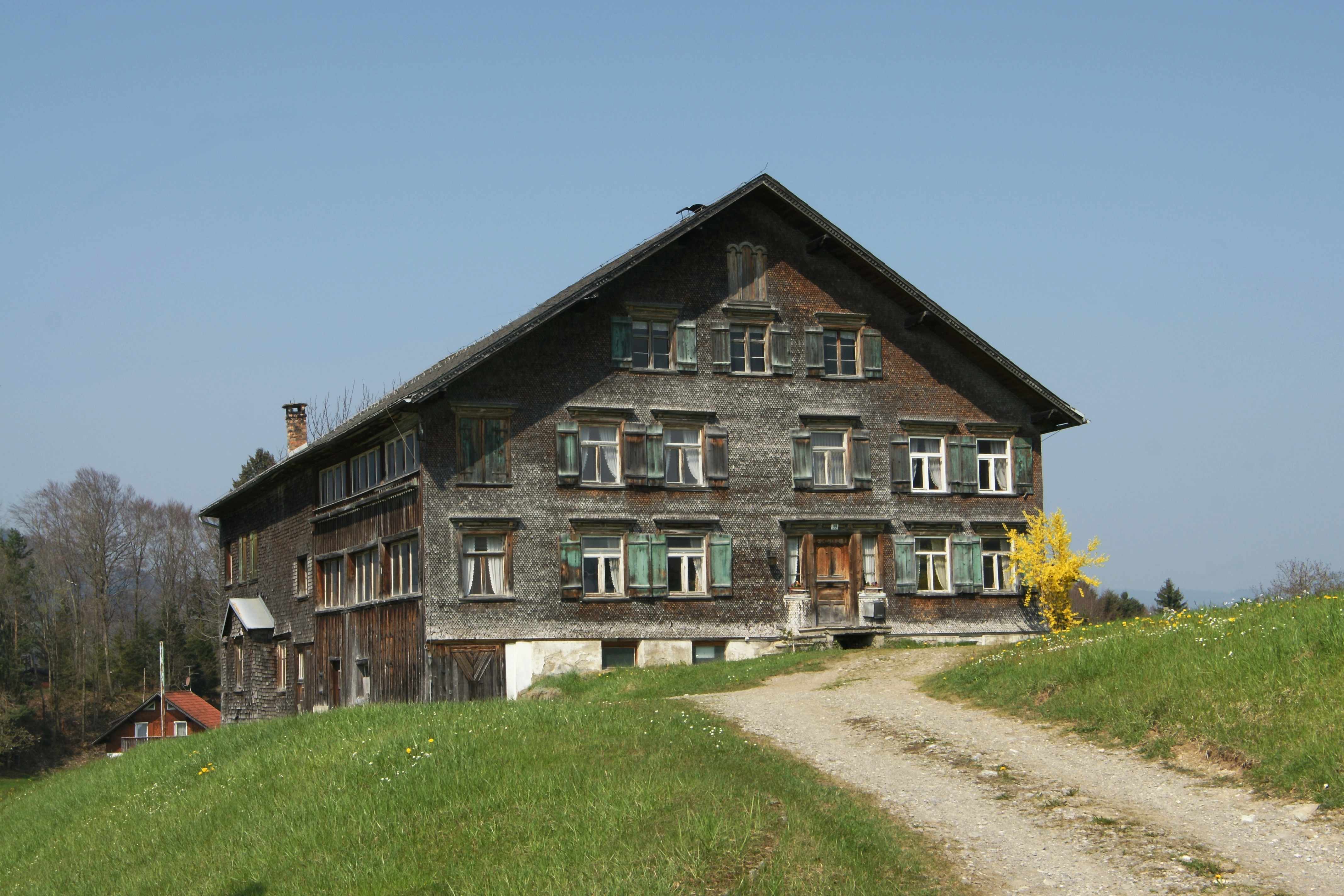
Een Bregenzerwälderhaus in Lingenau in het Bregenzerwald

De bouwmeestergilde Auer Zunft (Gilde van Au) werd in 1651 in Au opgericht door Michael Beer. Het is een vereniging van bouwers, beeldhouwers en timmerlieden. In Au-Schoppernau was van 1670 tot 1700 meer dan 90 procent van alle mannelijke arbeiders bouwvakkers. De Auer Zunft leidde in de 17e en 18e rond 200 barokke bouwmeesters, steenhouwers en timmerlieden op. Deze ambachtslieden uit het Bregenzerwald, maar ook uit andere delen van het huidige Vorarlberg, speelden een hoofdrol in de 600 kerken en kloosters die in de 17e en 18e eeuw in Vorarlberg, in Zwitserland, in de Elzas en in de Zuid-Duitse regio in barokstijl werden gebouwd.
Het landschap in het Bregenzerwald is gekenmerkt door het typische Bregenzerwälderhaus. Het is gebouwd in een gemengde steen-hout constructie en combineert woon- en werkgedeelte onder één dak. De oudste huizen van dit type werden gebouwd in de 15e eeuw. In het centrum van het dorp Schwarzenberg staan nog volop Bregenzerwälderhuizen.
De Neue Vorarlberger Bauschule ontwikkelde zich organisch in de tweede helft van de 20e eeuw en betrok altijd lokale ambachtslieden bij het bouwproces. Met nog steeds herkenbare typische Vorarlbergse architectuur, combineert het traditie en moderniteit: heldere lijnen, glas en lokaal hout. De harmonieuze mix zorgt voor interessante contrasten zoals in vakwerkhuizen. Comfort en levenskwaliteit spelen een centrale rol bij het ontwerp van nieuwe huizen in Vorarlberg. Bij veel renovaties van particuliere woningen en openbare gebouwen heeft lokaal hout de voorkeur, waardoor het energieverbruik kan worden geminimaliseerd.

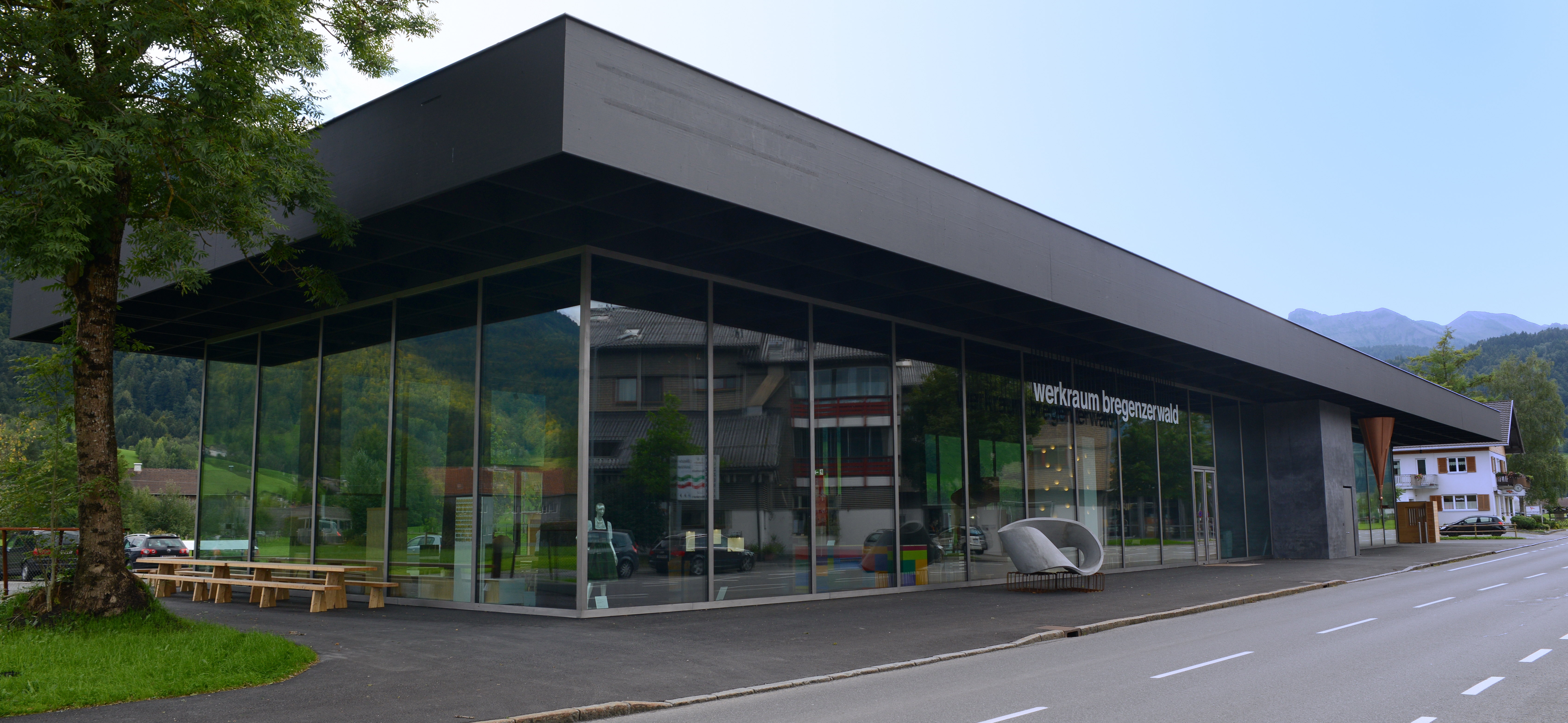
Het Werkraumhaus is ontworpen door Peter Zumthor en geopend in 2015

Het Werkraum Bregenzerwald is een vereniging van ambachtslieden in het Bregenzerwald, opgericht in 1999. Het is gericht op het netwerken en het ondersteunen van ambachtelijke, design- en technologiebedrijven in het gebied. De publiek toegankelijke plek wordt gebruikt om het vakmanschap te presenteren, de bouwcultuur in samenwerking met architecten te bevorderen en om de ontwerpcompetentie en kwaliteit van vakmanschap te vergroten met de gewenste betrokkenheid van jongeren. Het bijbehorende werkplaatsgebouw is ontworpen door Peter Zumthor. Het gebouw werd in 2014 en 2015 bekroond met de Oostenrijkse bouwersprijs (Österreichischer Bauherrenpreis).
De BUS:STOP Krumbach is een project dat in 2014 werd afgesloten. Zeven bushaltes in Krumbach werden door internationale architecten gedesignd en door lokale ambachtslieden vervaardigd en geïnstalleerd. Het project won meerdere prijzen waaronder de Oostenrijkse staatsprijs voor architectuur.

## Economie
De bevolking van het Bregenzerwald leeft van het toerisme, de landbouw en de houtverwerkende industrie. Veel inwoners zijn als forens werkzaam in het Rijndal, het economiecentrum van Vorarlberg.

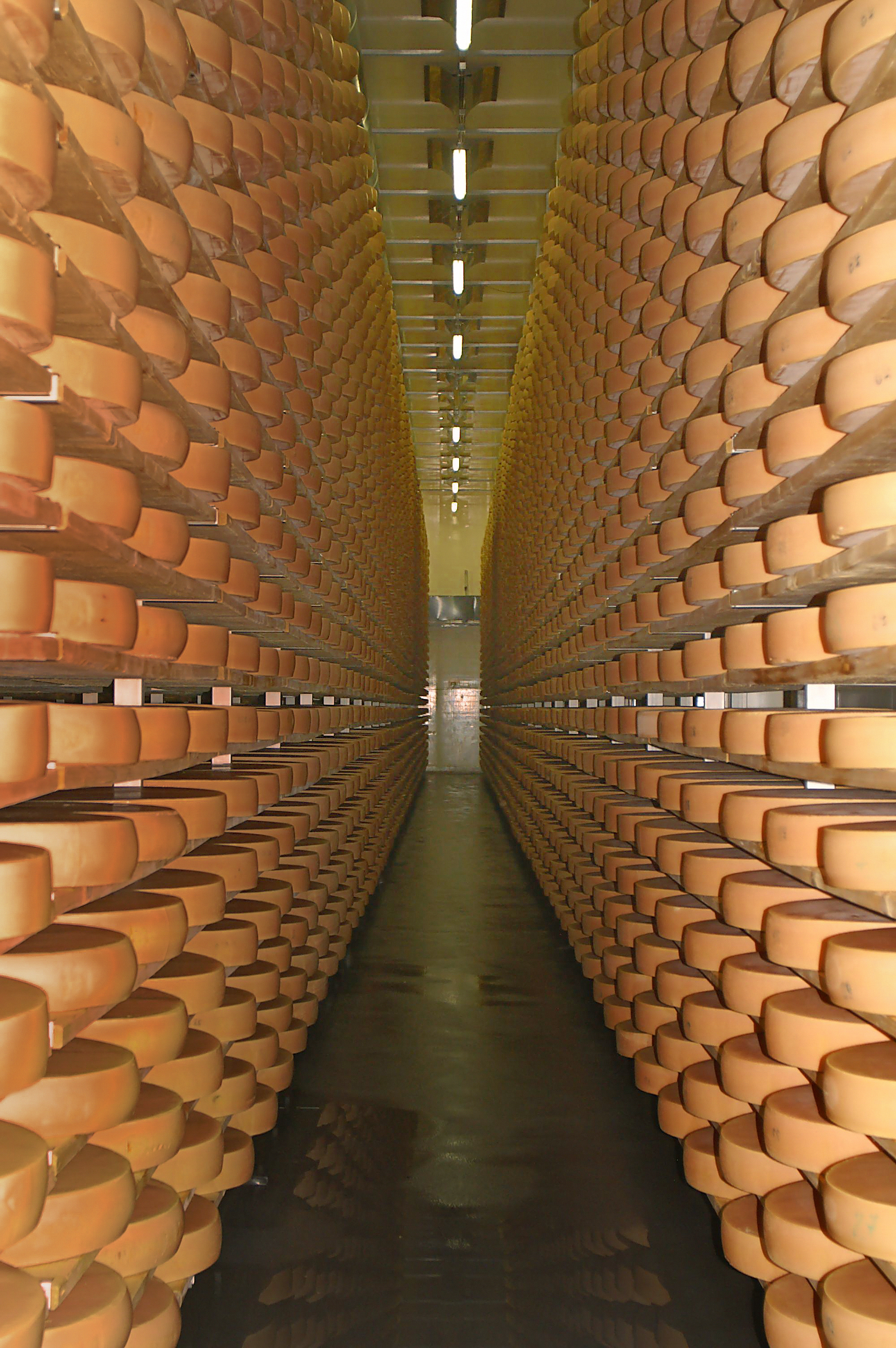
Kaaskelder in Lingenau

#### Landbouw en transhumance in de Alpen
De Alpine transhumance is de basis van het traditionele kaasbereidingsproces in Vorarlberg. Boeren rijden met hun vee naar waar voer beschikbaar is. Dit betekent dat ze meerdere keren per jaar van stal wisselen, afhankelijk van het seizoen. In het Duits wordt de Alpenlandbouw ook wel drielaagse landbouw ("Dreistufenwirtschaft") genoemd, omdat de weiden in drie lagen worden beheerd. In het voorjaar van 2011 verklaarde UNESCO de Alpenlandbouw in het Bregenzerwald tot immaterieel cultureel erfgoed.
De geproduceerde melk wordt vervolgens verwerkt tot een verscheidenheid aan zuivelproducten zoals Vorarlberger Bergkäse en verkocht in de vallei-zuivelfabrieken volgens oude traditie. Door traditionele landbouw wordt de grondstof melk regionaal en zonder silo's geproduceerd.
Het landbouwquotum van het Bregenzerwald, d.w.z. het deel van de bevolking dat zijn belangrijkste inkomen uit de landbouw haalt, is buitengewoon hoog in vergelijking met de deelstaat Vorarlberg, namelijk 9,5 % tegenover 2,4 % (vanaf 1991).

#### Toerisme
Vanwege het grote belang van het toerisme is de tertiaire sector in het Bregenzerwald goed voor 50 %. 11,2 % van de beroepsbevolking werkt in de horeca. Ter vergelijking: het gemiddelde van Vorarlberg is 6,7 % (vanaf 1991).

## Toerisme

#### Schubertiade
De Schubertiade vindt jaarlijks s' zomers in Schwarzenberg plaats. Bij een Schubertiade wordt informeel gemusiceerd en voorgedragen. Het festival in Schwarzenberg focust op composities die gewoonlijk bij grotere concerten niet gespeeld worden en al dan niet door Franz Schubert gecomponeerd.

#### Musea
- Angelika Kauffmann Museum in Schwarzenberg: Het is opgedragen aan de schilder Angelika Kauffmann.[30]
- Barokke Bouwmeesters Museum in Au: Het is in 2021 geopend en is opgedragen aan de werken van de Auer Zunft.[31]
- Vrouwenmuseum Hittisau: In 2000 werd het Hittisau Vrouwenmuseum geopend. Het is het enige museum in zijn soort in Oostenrijk. Het museum is gewijd aan de weergave en documentatie van de culturele werken en verhalen van vrouwen, die een breed scala aan onderwerpen behandelen, waaronder vragen over vrouwelijke identiteit en genderrollen.[32]
- Juppenwerkstatt Riefensberg: traditioneel manufactuur van de Juppe, zie Bregenzerwald#Kledertracht
- Franz Michael Felder-Museum in Schoppernau: museum over de Oosenrijkse auteur, sociale hervormer en boer Franz Michael Felder
- Alpsennereimuseum (museum over alpiene kaasmakerij) in Hittisau[33]
- Egg Museum in Egg: lokaal museum

#### Bregenzerwaldbahn

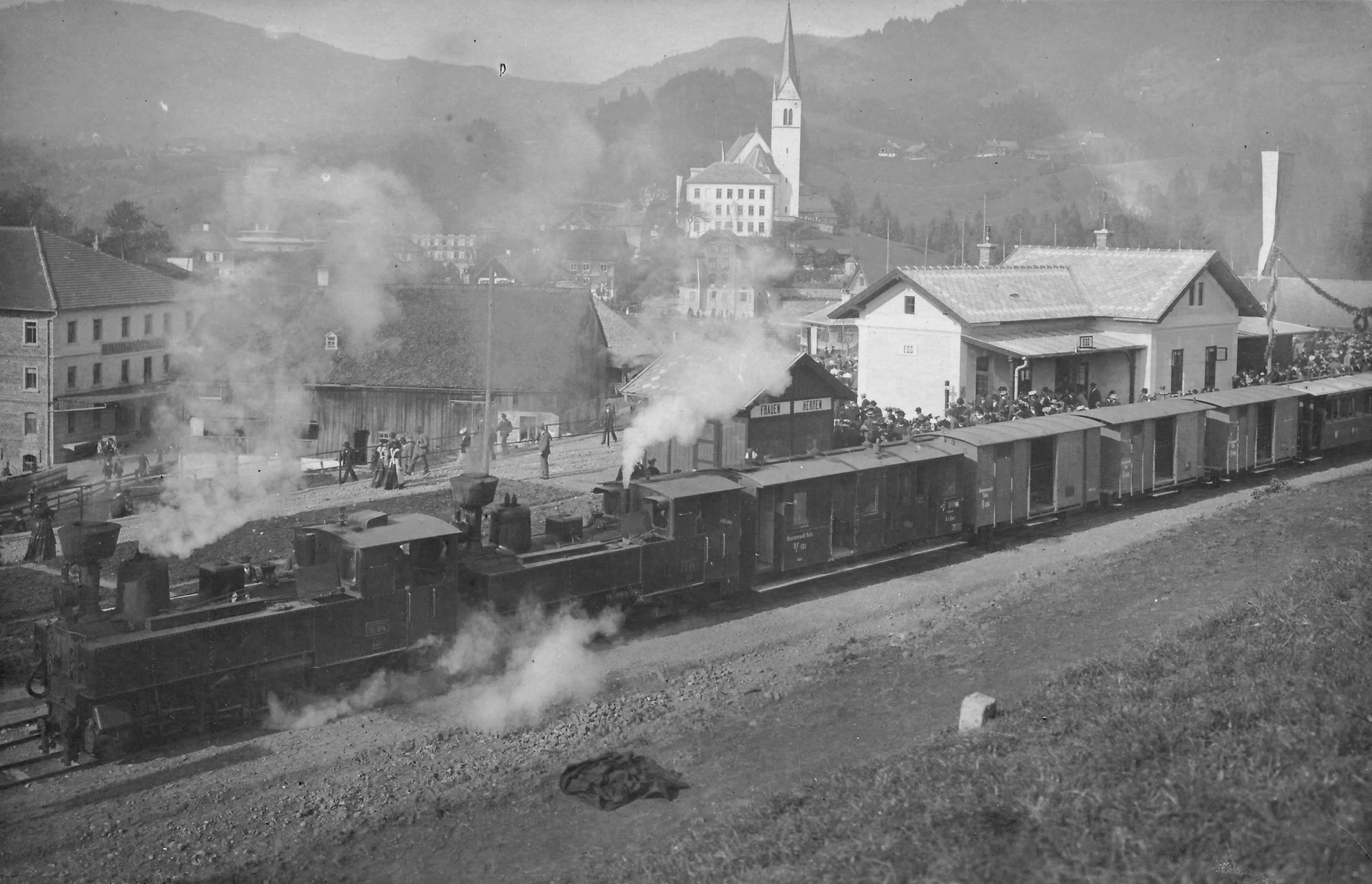
De Bregenzerwaldbahn in Egg, 1902

De Bregenzerwaldbahn of Wälderbähnle verbond tussen 1902 en 1982 een 35,33 km lange route tussen Bregenz en Bezau. Heden ten dage wordt een gedeelte van de oorspronkelijke route als museumspoorlijn gehandhaafd. Kleine, gerestaureerde treinen rijden hier over een voormalige spoorlijn door het schilderachtige berglandschap van het Bregenzerwald. Tot oktober 2004 strekte deze museumspoorlijn zich uit over een afstand van 6,1 kilometer. Vandaag is een afstand van 5 km van station Bezau via Reuthe naar station Schwarzenberg beschikbaar.

#### Bregenzerwald Umgang
De "Bregenzerwald Umgang" (Bregenzerwald wandeling) toont de vormgeving van 12 dorpen in het Bregenzerwald. Aan de hand van het landschap, openbare gebouwen, huizen en alledaagse objecten worden wandelaars geïnformeerd over de typische Bregenzerwälder architectuurstijl door de eeuwen heen. Voorbeelden voor geselecteerde gebouwen zijn de Angelika Kauffmann zaal in Schwarzenberg, kaasmakerijen in Schoppernau en Andelsbuch, en boerenhuizen in de vakwerkstijl.

## Bekende mensen uit het Bregenzerwald
- Franz Michael Felder werd in 1839 in Schoppernau geboren. Hij was auteur, boer en sociale hervormer.[36]
- Michael Beer (*ong. 1605 in Au) was de stichter van de Auer Zunft, een gilde van barokbouwmeesters.[37]

## Fotogalerij

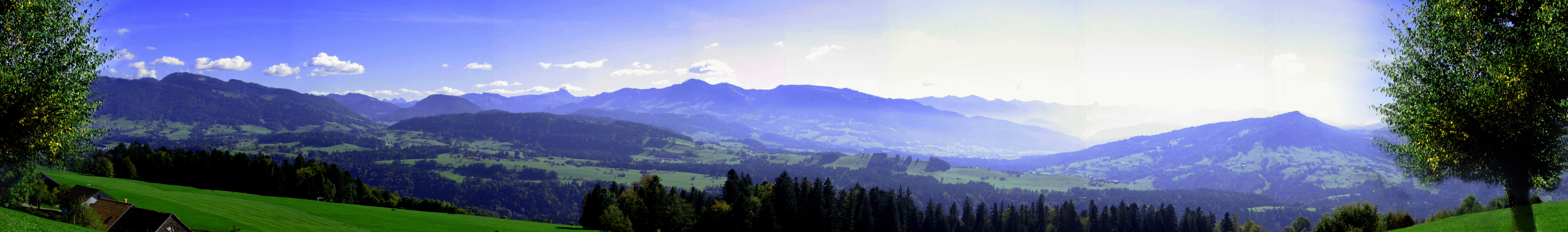
Panorama van het Bregenzerwald vanuit Doren